# ストリートファイター 暗殺拳
『ストリートファイター 暗殺拳』（原題：Street Fighter: Assassin's Fist）は、2014年5月23日にYouTubeで公開されたイギリス映画。上映時間105分。

## 概要
カプコンの対戦型格闘ゲーム『ストリートファイター』シリーズのファンであるイギリスの俳優ジョーイ・アンサーが、今までの実写映画はゲームシリーズの世界と乖離していたと見なして自ら映画の作製を決意し、2010年にYouTubeにて短編映画『Street Fighter: Legacy』として公開した。その後、反響を受けて長編作品を企画し、ゲーム版権管理会社のカプコンUSAからも了承を取り付けたうえで制作した。
YouTubeでは12のエピソードに分かれて公開されたが、日本では2014年8月2日に1日限定でヒューマントラストシネマ渋谷にて劇場公開された。
2014年10月2日には、未公開シーンを追加したDVD『ストリートファイター 暗殺拳 コンプリートエディション』が発売された。
波動拳を発生させる際の音には、『ストリートファイターIV』のウルトラコンボ発動時の効果音が使われている。

## あらすじ
暗殺拳の達人である剛拳は、静岡県にある道場で弟子のリュウとケンに格闘術の指導をしている。弟子たちに暗殺拳の極意「波動の力」を教えようと師の道場に向かうも、この力の扱い方を教えるかを迷っていた。それには過去の苦い経験があった。

## キャスト
- リュウ：マイク・モー（英語版）
  - リュウ（12歳）：ザン・チョン・ダンク
  - リュウ（5歳）：ウーコン・ハイアン
- ケン：クリスチャン・ハワード
  - ケン（12歳）：シメオン・ツォロフ
- 剛拳：小家山晃
  - 若き日の剛拳：尚玄
  - 剛拳（11歳）：ビクター・ホワ・ファム
- 轟鉄、劫魔：伊川東吾
- 豪鬼：ジョーイ・アンサー
  - 若き日の豪鬼：ガク・スペース
  - 豪鬼（11歳）：ホアン・チョン・ハン
- サヤカ（轟鉄の姪）：玄理
  - サヤカ（11歳）：トゥアン・グエン
- 仙蔵：ハル・ヤマノウチ
  - 若き日の仙蔵：ハイクワーン・グエン
- ケンの父：マーク・キリーン（英語版）

## スタッフ
- 監督：ジョーイ・アンサー（英語版）
- 脚本：ジョーイ・アンサー、クリスチャン・ハワード（英語版）
- 撮影：ジェームズ・フレンド
- 編集：オリバー・パーカー
- 音楽：パトリック・ギル
- 日本側キャスティングディレクター：国実瑞恵
- 製作協力：Lonely Rock Productions、Gloucester Place Films、カプコンUSA、Evropa Film